# Сурово (Московская область)
Су́рово — деревня в муниципальном округе Егорьевск Московской области России.

## География
Деревня Сурово расположена в северо-западной части муниципального округа Егорьевск, примерно в 2 километрах к востоку от города Егорьевск. По южной окраине деревни протекает река Ватаженка. Высота над уровнем моря 141 метров.

## Название
Название связано с некалендарным личным именем Сур.

## История
До отмены крепостного права жители деревни относились к разряду государственных крестьян.
После 1861 года деревня вошла в состав Нечаевской волости Егорьевского уезда. Приход находился в городе Егорьевске.
В 1926 году деревня входила в Заболотьевский сельсовет Егорьевской волости Егорьевского уезда.
До 1994 года Сурово входило в состав Селиваниховского сельсовета Егорьевского района, а в 1994—2006 годы — Селиваниховского сельского округа.
Входила в состав городского поселения Егорьевск. 

## Демография
В 1885 году в деревне проживало 290 человек, в 1905 году — 342 человека (178 мужчин, 164 женщины), в 1926 году — 275 человек (124 мужчины, 151 женщина). По переписи 2002 года — 45 человек (20 мужчин, 25 женщин). Население — 44 человек (2010).
| 1859 | 1868 | 1885 | 1905 | 1926 | 2002 | 2006 |
| ---- | ---- | ---- | ---- | ---- | ---- | ---- |
| 203  | ↗216 | ↗290 | ↗342 | ↘275 | ↘45  | ↘42  |
| 2010 |      |      |      |      |      |      |
| ↗44  |      |      |      |      |      |      |

## Известные уроженцы
Федотова Анна Ивановна (1918—1995) — советский врач-терапевт. Заместитель главного врача Йошкар-Олинской городской больницы (с 1946). Заслуженный врач РСФСР (1960). Участница Великой Отечественной войны.